# Ковалёво (Кадыйский район)
Ковалёво — деревня в Кадыйском районе Костромской области. Входит в состав Завражного сельского поселения.

## География
Находится в юго-восточной части Костромской области на расстоянии приблизительно 40 км на юг по прямой от районного центра поселка Кадый на правом берегу Нёмды в пределах акватории Горьковского водохранилища.

## История
Известна была с 1897 года, в 1907 году отмечено было 27 дворов. В советское время работали колхозы «Коллективный труд» и им. Ленина.

## Население
Постоянное население составляло 108 человек (1897 год), 128 (1907), 9 в 2002 году (русские 100 %), 3 в 2022.